# Vlag van Arica y Parinacota

Vlag van Arica y Parinacota

De vlag van Arica y Parinacota is, samen met het embleem, het officiële symbool van de regionale overheid van Arica en Parinacota. De vlag bestaat uit een wit veld met in het midden het embleem van de regio Arica y Parinacota.
Vanaf het begin tot juni 2010 was de regio de enige die niet vertegenwoordigd was met een eigen vaandel in het Nationaal Congres. Als reactie hierop nam de afgevaardigde Orlando Vargas het initiatief voor de oprichting ervan, wat onmiddellijk werd verwelkomd door de regionale overheid, die het embleem liet maken.